# علیرضا واحدی نیکبخت
علیرضا واحدی نیکبخت (زاده ۹ تیر ۱۳۵۹ -مشهد) بازیکن سابق و مربی فوتبال اهل ایران است که سابقه هفت سال بازی در باشگاه فوتبال استقلال تهران و سه سال در پرسپولیس تهران را در کارنامه خود دارد و در پست هافبک چپ بازی می‌کرد.

## زندگی‌نامه
بازی‌های خوب و درخشش نیکبخت در مسابقات آموزشگاهی موجب شد سر از تیم باشگاهی راوند درآورد و بعد از ۲ ماه تمرین، در اولین مسابقه باشگاهی در سطح جوانان مقابل ابومسلم، معتبرترین تیم فوتبال خراسان، به میدان رفت.

## باشگاه‌های حرفه ای

### ابومسلم خراسان
پیروزی ۳–۱ در آن مسابقه دعوت شدن به پوشیدن پیراهن راه راه مشکی و قرمز ابومسلم را برایش به ارمغان آورد. در تیم ابومسلم، در همان اولین مسابقه در لیگ سال ۱۳۷۷، درخشید و به تیم ملی جوانان دعوت شد.

### استقلال تهران
او پس از گذراندن یک دوره موفق در تیم ابومسلم خراسان و مطرح شدن در سطح اول فوتبال ایران در سال ۱۳۷۸ به تیم باشگاه استقلال پیوست.

### پرسپولیس تهران
پس از قهرمانی استقلال در لیگ برتر فصل ۸۵–۸۴ تغییراتی در کادر فنی این تیم شکل گرفت و قبل از آغاز فصل بعدی مسابقات به دلایلی که هرگز هیچ‌کدام از طرفین صریحاً آن را بیان نکردند واحدی‌نیکبخت به دلیل آنچه که عدم تلاش باشگاه استقلال در حفظ خودش بیان کرد، بعد از نزدیک به ۸ سال حضور در تیم استقلال به تیم پرسپولیس پیوست.

## حضور در دربی
علیرضا واحدی‌نیکبخت جمعاً در ۱۹ دربی بازی کرده‌است (۱۳ دربی با پیراهن استقلال و ۶ دربی با پیراهن پرسپولیس)
نیکبخت و علی پروین ۲۰ بازی رکورددار حضور در دربی هستند.
نیکبخت فقط یکبار با پیراهن پرسپولیس در دربی ۶۳ موفق به گلزنی شده‌است
| عملکرد در دربی     | بازی | برد | مساوی | شکست | گل زده شده توسط نیکبخت |
| ------------------ | ---- | --- | ----- | ---- | ---------------------- |
| با پیراهن استقلال  | ۱۳   | ۳   | ۸     | ۲    | ۰                      |
| با پیراهن پرسپولیس | ۶    | ۱   | ۵     | ۰    | ۱                      |

## دیگر تیم‌ها
واحدی نیکبخت پس از جدایی از باشگاه پرسپولیس به عضویت تیم‌های تراکتورسازی تبریز، استیل‌آذین، صبا، پیکان تهران، گهر زاگرس و داماش گیلان درآمده است.

### کنار گذاشته شدن از تیم گهر
بعد از آن که او به تیم گهر پیوست به علت عدم کسب مجوز نتوانست این تیم را در لیگ برتر همراهی کند و از این تیم کنار گذاشته شد. بعد از این اتفاق وی در مصاحبه‌ای با برنامه ۹۰، از کارهای اشتباه خود عذرخواهی کرد.

### داماش گیلان
نیکبخت که به شدت خواهان بازگشت به دنیای مستطیل سبز بود و همواره در مصاحبه‌هایش از مسئولان سازمان لیگ درخواست بخشش می‌کرد، در نهایت از سوی این سازمان بخشیده شد. پس از اینکه نیکبخت اجازه حضور دوباره در لیگ برتر را پیدا کرد زمزمه‌های جدی حضور دوباره او در تیم‌های پرسپولیس و استقلال مطرح شد اما او داماش را انتخاب کرد و در تاریخ ۳ دی ۱۳۹۱ رسماً به این تیم پیوست.

### بازگشت به استقلال تهران
علیرضا نیکبخت واحدی بازیکن سابق تیم‌های استقلال و پرسپولیس بعد چند سال دوری از این دو باشگاه مجدداً در سال ۹۲ به جمع آبی پوشان تهرانی برگشت.

## آمار ملی

### بازی‌های ملی
| ایران | ایران | ایران | ایران  |
| سال   | بازی  | گل    | پاس گل |
| ----- | ----- | ----- | ------ |
| ۲۰۰۰  | ۲     | ۱     | ۰      |
| ۲۰۰۱  | ۱۸    | ۴     | ۳      |
| ۲۰۰۲  | ۹     | ۲     | ۰      |
| ۲۰۰۳  | ۸     | ۲     | ۰      |
| ۲۰۰۴  | ۱۱    | ۳     | ۰      |
| ۲۰۰۵  | ۵     | ۰     | ۰      |
| ۲۰۰۶  | ۷     | ۰     | ۱      |
| ۲۰۰۷  | ۳     | ۱     | ۱      |
| ۲۰۰۸  | ۹     | ۱     | ۰      |
| مجموع | ۷۲    | ۱۴    | ۵      |

### گل‌های ملی
| شماره | تاریخ          | میزبان     | بازی ملی | حریف    | نتیجه | رقابت                        |
| ----- | -------------- | ---------- | -------- | ------- | ----- | ---------------------------- |
| ۱     | ۲۴ نوامبر ۲۰۰۰ | تبریز      | ۱        | گوآم    | ۱۹–۰  | مقدماتی جام جهانی ۲۰۰۲       |
| ۲     | ۱۹ ژانویه ۲۰۰۱ | تهران      | ۳        | چین     | ۴–۰   | دوستانه                      |
| ۳     | ۱ اوت ۲۰۰۱     | دوحه       | ۷        | قطر     | ۱–۲   | دوستانه                      |
| ۴     | ۱۵ اوت ۲۰۰۱    | براتیسلاوا | ۱۰       | اسلواکی | ۴–۳   | دوستانه                      |
| ۵     | ۵ اکتبر ۲۰۰۱   | تهران      | ۱۶       | تایلند  | ۱–۰   | مقدماتی جام جهانی ۲۰۰۲       |
| ۶     | ۳ سپتامبر ۲۰۰۲ | دمشق       | ۲۶       | لبنان   | ۲–۰   | غرب آسیا ۲۰۰۲                |
| ۷     | ۷ سپتامبر ۲۰۰۲ | دمشق       | ۲۸       | سوریه   | ۲–۲   | غرب آسیا ۲۰۰۲                |
| ۸     | ۵ سپتامبر ۲۰۰۳ | تهران      | ۳۱       | اردن    | ۴–۱   | مقدماتی جام ملت‌های آسیا ۲۰۰۴ |
| ۹     | ۱۹ نوامبر ۲۰۰۳ | بیروت      | ۳۵       | لبنان   | ۳–۰   | مقدماتی جام ملت‌های آسیا ۲۰۰۴ |
| ۱۰    | ۲۱ ژوئن ۲۰۰۴   | تهران      | ۳۸       | سوریه   | ۷–۱   | غرب آسیا ۲۰۰۴                |
| ۱۱    | ۸ سپتامبر ۲۰۰۴ | امان       | ۴۲       | اردن    | ۲–۰   | مقدماتی جام جهانی ۲۰۰۶       |
| ۱۲    | ۱۸ فوریه ۲۰۰۴  | تهران      | ۴۵       | قطر     | ۳–۱   | مقدماتی جام جهانی ۲۰۰۶       |
| ۱۳    | ۲۴ مارس ۲۰۰۷   | دوحه       | ۶۳       | قطر     | ۱–۰   | دوستانه                      |
| ۱۴    | ۲۶ مارس ۲۰۰۸   | کویت       | ۶۸       | کویت    | ۲–۲   | مقدماتی جام جهانی ۲۰۱۰       |

## افتخارات

### باشگاهی

#### استقلال تهران
- قهرمانی در لیگ فوتبال ایران (جام آزادگان) در سال ۱۳۸۰ به همراه تیم استقلال
- کسب عنوان سومی جام باشگاه‌های آسیا ۲۰۰۲ به همراه تیم استقلال
- قهرمانی در جام حذفی ایران در سال ۱۳۸۱ به همراه تیم استقلال
- نایب قهرمانی در جام حذفی ایران در سال ۱۳۸۳ به همراه تیم استقلال
- قهرمانی در لیگ برتر فوتبال ایران ۸۵-۸۴ به همراه تیم استقلال

#### پرسپولیس تهران
- قهرمانی در لیگ برتر فوتبال ایران ۸۷–۸۶ به همراه تیم پرسپولیس
- آقای گل در بازی‌های آسیایی ۲۰۰۲ به همراه تیم ملی فوتبال امید ایران

او بعد از مهرزاد معدنچی در فصل ۸۵–۸۶ بهترین گلزن پرسپولیس بود. همچنین او به همراه تیم فوتبال پرسپولیس به مقام قهرمانی مسابقات لیگ برتر فوتبال ایران در فصل ۸۶–۸۷ دست پیدا کرد. او در این فصل نیز پس از محسن خلیلی بهترین گلزن پرسپولیس بود.

#### ملی
- قهرمانی در بازی‌های آسیایی ۲۰۰۲ به همراه تیم ملی فوتبال امید ایران
- قهرمانی در چلنج کاپ آسیا–اقیانوسیه۲۰۰۳ به همراه  تیم ملی ایران
- قهرمانی در مسابقات فوتبال غرب آسیا ۲۰۰۴ به همراه  تیم ملی ایران

## مربیگری
چوکای تالش
اولین حضور نیکبخت در کسوت مربی با حضور در کادر فنی گل ریحان البرز در آبان ۹۹ برمی‌گردد. او بعد از جدایی از گل ریحان به چوکای تالش نقل مکان کرد و به عنوان یکی از دستیاران علی لطیفی در تیم چوکای تالش فعالیتش را آغاز کرد. وی به دلیل مشکلات خانوادگی در بهمن ۹۹ تصمیم به جدایی گرفت و به کارش در چوکا خاتمه داد.
شادکام مشهد
نیکبخت اردیبهشت ۱۴۰۲ به عنوان سرمربی تیم فوتبال دسته سومی شادکام مشهد معرفی شد و دور جدیدی از فعالیت مربیگری خود را آغاز کرد.

## حواشی
در پایان دیدار تیم‌های مشهدی شریعت نوین و شادکام از هفته سیزدهم لیگ دسته سوم کشور علیرضا نیکبخت با حرکتی عجیب با مشت به محسن بخشنده عکاس روزنامه شهرآرا ضربه زد. او در توجیه حرکت زشتش مدعی شد عکاس نباید وقتی او دارد با بازیکنش حرف می‌زند از او عکس بگیرد.